# .ck
.ck е интернет домейн от първо ниво за острови Кук. Администриран е от Oyster Internet Services. Представен е през 1995 г.

## Домейни от второ ниво
- .co.ck
- .org.ck
- .edu.ck
- .gov.ck
- .net.ck
- .gen.ck
- .biz.ck
- .info.ck